# Jack Robinson (baloncestista)
Robert Lloyd Jackson Robinson, más conocido como Jack Robinson (Fort Worth, Texas, 26 de abril de 1927 - Augusta, Georgia, 8 de febrero de 2022) fue un baloncestista estadounidense. Con 1,83 metros de estatura, su puesto natural en la cancha era el de escolta. Fue  campeón olímpico con Estados Unidos en los Juegos Olímpicos de Londres 1948.